# @world record egg
@world_record_egg is een Instagramaccount dat door de plaatsing van een foto van een ei Kylie Jenner verdrong als meest gelikete post op Instagram. De afbeelding werd gemaakt op 23 juni 2015 en op 4 januari 2019 op Instagram gepost. Het record werd in 10 dagen gebroken. Op 20 december 2022 verbrak Lionel Messi het record met een post waarin hij en zijn teamgenoten feest vieren nadat ze met Argentinië het Wereldkampioenschap voetbal 2022 wonnen. De post van @world_record_egg is sindsdien de tweede meest gelikete Instagram post ooit.